# Aradam (sous-marin)
Le Aradam est un sous-marin de la classe Adua (sous-classe de la Serie 600), en service dans la Regia Marina lancé au milieu des années 1930 et ayant servi pendant la Seconde Guerre mondiale.
Il est nommé d'après la montagne Amba Aradam en Ethiopie.

## Caractéristiques
Les sous-marins de la classe Adua sont des sous-marins de petite croisière à simple coque avec double fond central et bulges latéraux, pratiquement identiques à ceux de la série précédente Perla dont ils constituent une répétition. C'est la plus grande série de la classe 600 et donne de bons résultats au cours du conflit, bien que la vitesse de surface soit plutôt faible, les bateaux sont robustes et maniables. Il y a de petites différences dans le déplacement et les détails de construction entre les unités construites sur des sites différents.
Ils déplaçaient 697,25 tonnes en surface et 856,40 tonnes en immersion. Les sous-marins mesuraient 60,18 mètres de long, avaient une largeur de 6,45 mètres et un tirant d'eau de 4,7 mètres.
Pour la navigation de surface, les sous-marins étaient propulsés par deux moteurs diesel de 600 chevaux (447 kW), chacun entraînant un arbre d'hélice. En immersion, chaque hélice était entraînée par un moteur électrique de 400 chevaux-vapeur (298 kW). Ces moteurs électriques étaient alimentés par une batterie d'accumulateurs au plomb composée de 104 éléments. Ils pouvaient atteindre 14 nœuds (26 km/h) en surface et 7,5 nœuds (13,9 km/h) sous l'eau. En surface, la classe Adua avait une autonomie de 3 180 milles nautiques (5 890 km) à 10,5 noeuds (19,4 km/h), en immersion, elle avait une autonomie de 74 milles nautiques (137 km) à 4 noeuds (7,4 km/h)
Les sous-marins étaient armés de six tubes lance-torpilles internes de 53,3 cm, quatre à l'avant et deux à l'arrière. Une torpille de rechargement était transportée pour chaque tube, pour un total de douze. Ils étaient également armés d'un canon de pont de 100 mm OTO 100/47 pour le combat en surface. L'armement antiaérien léger consistait en une ou deux paires de mitrailleuses Breda Model 1931 de 13,2 mm

## Construction et mise en service
Le Aradam est construit par le chantier naval Cantieri Riuniti dell'Adriatico (CRDA) de Monfalcone en Italie, et mis sur cale le 14 mars 1936. Il est lancé le 18 octobre 1936 et est achevé et mis en service le 13 janvier 1937. Il est commissionné le même jour dans la Regia Marina.

## Historique
Le 6 mars 1937, le Aradam est déployé à Naples, dans le cadre du 23e escadron de sous-marins. A la fin des années 30, il a effectué plusieurs voyages d'entraînement entre Tobrouk, Benghazi et le Dodécanèse.
À l'entrée de l'Italie dans la Seconde Guerre mondiale, il est stationné à Cagliari, dans le 71e escadron du VIIe groupe de sous-marins,. Le commandant du sous-marin est le capitaine de corvetteGiuseppe Bianchini.
Le 10 juin 1940, il est envoyé au sud de la côte sarde et au nord de l'île de La Galite, revenant à la base le 14 sans signaler d'observation,.
Il effectue sa deuxième mission de guerre dans le Golfe du Lion, pour attaquer un convoi français en direction de l'Afrique du Nord,. Le 21 juin, il remarque plusieurs avions à la recherche de sous-marins: cela laisse présager l'arrivée du convoi. Le 23 juin, à 3h12 du matin, il repère un navire d'escorte en navigation rapide (c'est probablement une unité française) à la position géographique de 42° 40′ N, 4° 25′ E et l'attaque sans succès avec un lancement de torpilles,.
En juillet et août, il effectue deux missions au large de Gibraltar.
En octobre, il est envoyé en mission au large de La Galite et est ensuite déplacé à une soixantaine de milles nautiques (112 km) au nord du Cap de Fer (côte algérienne). De nouveau déplacé à environ 45 milles nautiques (83 km) à l'ouest de La Galite, il repère un destroyer le 27 (alors que le soleil était couché) et doit plonger et s'éloigner.
Le 9 novembre 1940, dans l'après-midi, il quitte Cagliari et est envoyé au large de la Galite avec quatre autres sous-marins (parmi lesquels ses navires-jumeaux (sister ships) Alagi et Axum) en opposition à l'opération britannique "Coat" (avec divers objectifs, parmi lesquels l'envoi de navires de guerre de Gibraltar à Alexandrie, des convois à Malte et en Grèce, l'attaque à la torpille contre Tarente et l'attaque de convois italiens en Basse Adriatique). Il revient à sa base sans signaler d'observation.
Le 14 novembre, il repart en mer (avec les sous-marins Diaspro et Alagi) pour contrer une autre opération britannique, la "opération White-White": l'envoi de 14 avions à Malte par les porte-avions de la Force H.
En janvier 1941, il est envoyé à 40 milles nautiques (74 km) à l'est de La Galite. Le 9, il entend sur l'hydrophone les bruits des navires qui, à grande distance, chassent des sous-marins.
En avril, il opère au large de la Cyrénaïque et de l'Égypte.
Entre fin juillet et début août, le sous-marin est envoyé, avec trois autres, au sud-ouest de la côte sarde pour contrer l'opération britannique "Style" (qui consiste encore à ravitailler Malte), mais il ne voit aucun navire,.
En septembre 1941, lors de l'opération britannique "Halberd" (il s'agit d'une mission de ravitaillement pour Malte, mais le commandement italien pense qu'il peuts'agir d'une action de bombardement naval contre les côtes italiennes), il est déployé dans une embuscade défensive au large des îles Baléares (il était auparavant au large de la Tunisie), plus précisément dans le canal de Minorque, dans un rôle défensif avec trois autres sous-marins, mais la formation britannique ne passe pas par ces eaux. Le sous-marin reçoit l'ordre de se déplacer plus au sud et en fait, le 29 septembre, il aperçoit une formation de navires britanniques, mais il ne réussit pas à les attaquer,.
En octobre, il est en mission à une soixantaine de milles nautiques (111 km) à l'est de la Galite.
En novembre, il opère à quarante-cinq milles nautiques (83 km) au nord-est de Tunis.
En décembre, il est déployé au large de la Galite.
En janvier 1942, le Aradam est en embuscade au sud de Malte.
En février, il forme un barrage au large de l'Algérie, détectant le 10 février par hydrophone les bruits des navires mais sans atteindre le repérage.
En mars, il est en embuscade au large du cap Bougaroni.
Le rôle joué par le 'Aradam dans le naufrage du destroyer britannique HMS Havock (H43) le 6 avril 1942 est plutôt controversé:
- Selon certaines sources, le sous-marin (commandé par le lieutenant de vaisseau (tenente di vascello) Oscar Gran) aperçoit à l'est de Kélibia (Tunisie) le Havock naviguant vers l'ouest, en direction du Cap Bon, et en plongée le touche - à 1h37 - avec une torpille lancée à 500 mètres. Le destroyer, gravement endommagé, tente de s'échouer sur la côte, mais, en feu, il est coupé en deux par la détonation d'un dépôt de munitions, tandis que le Aradam, entre-temps sorti de la zone d'action, observe la scène[4],[10];
- Selon d'autres sources, le Havock s'échoue à 4h15 du matin, à la position géographique de 36° 48′ N, 11° 08′ E, peut-être juste pour éviter la torpille, mais il n'est pas touché, et il s'est sabordé avec son propre équipage une fois qu'il a été établi qu'il était impossible de le désengager[11] ;
- Selon une troisième version, finalement, le Aradam n'a torpillé et détruit l'épave du Havock qu'après son échouage[11].

En mai, Il opère au nord du Cap Blanc.
Vers la mi-juin 1942, il est envoyé - avec quatre autres sous-marins, dont les navires-jumeaux Ascianghi et Dessiè - d'abord pour tendre une embuscade près du Cap Blanc, puis entre Malte, Pantelleria et Lampedusa en opposition au convoi britannique "Harpoon", dans le cadre de la bataille de la mi-juin. Cependant, le sous-marin ne voit pas d'unité ennemie,.
Le lieutenant de vaisseau Carlo Forni prend ensuite le commandement du sous-marin.
Le 16 novembre 1942, dans la nuit, le sous-marin pénétre dans la baie de Bona et repère un convoi de trois transports avec une forte escorte. Après l'attaque en surface, aidé par la pluie qui le cachait, il lance à courte distance quatre torpilles (réparties en deux paires, dont la seconde est lancée à 5h06) qui manque la cible. Le sous-marin, ayant maintenant atteint des eaux peu profondes, ce qui gêne le tir des torpilles, ouvre alors le feu avec son canon de pont, touchant entre le pont et la cheminée) et endommageant légèrement l'un des transports avant de plonger pour échapper à la contre-attaque de l'escorte,,.
Une autre tentative du Aradam pour forcer la rade de Bona est empêchée par les unités d'escorte.
Il effectue ensuite une autre série de missions infructueuses :
- en décembre au large de Cyrénaïque ;
- en janvier 1943 toujours dans les eaux de la Cyrénaïque ;
- en février à nouveau dans les eaux de la Cyrénaïque ;
- en mars dans le golfe de Syrte ;
- en mai à l'ouest de la Sardaigne[5].

Le 10 avril 1943, il se trouve à La Maddalena lorsque la base est bombardée par 84 avions américains (des unités mineures et le croiseur lourd Trieste sont coulés). Le sous-marin n'est pas touché mais a deux blessés.
Au cours du même mois, une inspection a jugé "bon" son état, notant toutefois que les sondeurs étaient en très mauvais état.
L'armistice du 8 septembre 1943 (Armistice de Cassibile) a surpris le sous-marin en maintenance à Gênes; des travaux étaient également en cours pour l'adapter en tant qu'unité d'approche de Siluro a Lenta Corsa (SLC),. Comme il ne peut pas partir, il se saborde pour éviter d'être capturé,.
Renfloué par les Allemands, il est remis à la Xe Flottiglia MAS de la République sociale italienne pour être réparé et utilisé pour le transport des bateaux d'assaut, travail qui n'a cependant jamais pris fin,.
Le 4 septembre 1944, en effet, il est touché par des bombes et coule dans le port de Gênes lors d'un bombardement aérien.
Au total, le Aradam avait effectué 30 missions offensives exploratoires et 20 missions de transfert, pour un total de 26 144 milles nautiques (48 420 km) de navigation en surface et 3 223 milles nautiques (5 970 km) en immersion.